# Бьюсема, Сэл
Сэл Бьюсема (англ. Sal Buscema; имя при рождении — Сильвио Бьюсема (англ. Silvio Buscema); род. 26 января 1936, Нью-Йорк, США) — американский художник комиксов. Работал над такими сериями, как The Incredible Hulk и The Spectacular Spider-Man. Младший брат Джона Бьюсема.

## Ранние годы
Сэл родился в Бруклине (Нью-Йорк) в семье сицилийцев. Его старшие братья Альфред и Джон и сестра Кэрол умерли раньше него. Их отец был парикмахером. Он скончался в 1973 году.
Бьюсема рос на комиксах Хэла Фостера и Джорджа Таски.
Сэл учился в Манхэттенской средней школе музыки и искусства, как и его брат Джон. Он окончил её 1955 году.

## Личная жизнь
В феврале 1959 года Сэл начал встречаться с Джоан, секретарём Creative Arts Studio в Вашингтоне, где он работал. Они поженились в мае 1960 года. Их первый сын Джо родился в 1968 году. После появились Тони и Майк.

## Награды
Бьюсема получал такие премии, как Inkpot Award, Harvey Award и Inkwell Award.